# 李脩
李脩（?—?），字伯游，颍川郡襄城县（今河南省襄城县）人，东汉时期人物。
李脩初任郡县属官，官至光祿勳。汉安帝永初五年（111年）正月十五，李脩继张禹为太尉。元初元年（114年）九月初七，李脩因蜀郡夷和先零羌之乱而免职，司马苞继任。其子李益（李諒，字世益）曾任赵国的国相，孙子李膺是汉朝的名臣。

## 延伸阅读
[在维基数据编辑]
 《北史/卷090》，出自李延壽《北史》